# Timareta
Timareta (Τιμαρέτη), gr. Thamyris, Tamaris, łac. Timarete (czynna w III lub II wieku p.n.e.) – starożytna malarka grecka, córka Mikona Młodszego, twórczyni obrazu bogini Artemidy w Efezie. Uznawana za jedną z pierwszych artystek starożytności utrwalonych w źródłach pisanych.
Dwukrotnie wymieniona przez Pliniusza Starszego w Historii naturalnej z I wieku n.e. Najpierw jako córka malarza Mikona (młodszego), która również sama malowała (XXXV, 59). Powtórnie jako jedna z malarek (obok Eirene, Kalipso, Aristarete, Iai i Olympii) oraz jako córka Mikona i autorka wizerunku Artemidy w Efezie (XXXV, 147).
Działała prawdopodobnie w III wieku p.n.e., może w Syrakuzach, przypuszczalnym miejscu aktywności swego ojca. Przekaz Pliniusza (tabula… antiquissimae picturae) dotyczący obrazu Artemidy jest niejasny: można go rozumieć go jako stworzenie kopii dzieła w stylu archaicznym, jako stworzenie nowego dzieła w stylu archaizującym, a wreszcie jako błędne umieszczenie w czasie i powiązanie z Mikonem malarki, która w rzeczywistości działała w epoce wcześniejszej. Wątpliwości wzbudzała też liczba i tożsamość szeregu malarek wymienionych przez Pliniusza (przejętego być może od Durisa, zainteresowanego rolą kobiet w historii); dotyczy to również Timarete, której imię (poza tym częste w inskrypcjach i innych tekstach) zbliżone jest do imienia Aristarete.

## Recepcja
Według Giovanniego Boccaccia, Timareta (jako Tamaris) miała być córką malarza Mikona Młodszego z Aten, która jako artystka zdobyła uznanie za panowania Archelaosa I Macedońskiego, zaś w Efezie miał znajdować się wykonany przez nią wizerunek Diany.